# Leistungsklasse A 1991/92
Die Saison 1991/92 der Leistungsklasse A war die dritte Austragung der höchsten Spielklasse im Schweizer Fraueneishockey und zugleich die sechste Schweizer Meisterschaft. Den Titel gewann zum ersten Mal in der Vereinsgeschichte die Frauenmannschaft des EHC Bülach, während der HC La Chaux-de-Fonds in die Leistungsklasse B abstieg.

## Tabelle
Abkürzungen:S = Siege, U= Unentschieden, N = Niederlagen
| Rang | Verein               | Spiele | S | U | N  | Tore | Punkte |
| ---- | -------------------- | ------ | - | - | -- | ---- | ------ |
| 1.   | EHC Bülach           | 20     |   |   |    | –:–  | 31     |
| 2.   | SC Lyss              | 20     |   |   |    | –:–  | 28     |
| 3.   | SC Weinfelden        | 20     |   |   |    | –:–  | 23     |
| 4.   | EV Zug               | 20     |   |   |    | –:–  | 16     |
| 5.   | Grasshopper Club     | 20     |   |   |    | –:–  | 13     |
| 6.   | HC La Chaux-de-Fonds | 20     | 0 | 0 | 20 | –:–  | 0      |